# José Omar Pastoriza
José Omar Pastoriza (ur. 23 maja 1942 w Rosario, zm. 2 sierpnia 2004 w Buenos Aires) – argentyński piłkarz i trener, grający podczas kariery na pozycji pomocnika.

## Kariera klubowa
José Omar Pastoriza rozpoczął karierę w klubie Rosario Central. W 1962 przeszedł do drugoligowego Colónu de Santa Fe. W 1964 przeszedł do pierwszoligowego Racingu Club. Najlepszym okresem w karierze Pastorizy była gra w Independiente Avellaneda. Z Independiente trzykrotnie zdobył mistrzostwo Argentyny: Nacional 1967, Metropolitano 1970, Metropolitano 1971 oraz Copa Libertadores 1972. W drodze po Copa Libertadores Pastoriza strzelił 4 bramki. W barwach Independiente rozegrał 184 mecze, w których 32 bramki.
Ostatnie cztery lata kariery Pastoriza spędził we Francji w AS Monaco. Ogółem w lidze francuskiej Pastoriza rozegrał 106 meczów, w których strzelił 36 bramek.
| Sezon   | Klub                      | Kraj      | Rozgrywki          | Mecze | Bramki |
| ------- | ------------------------- | --------- | ------------------ | ----- | ------ |
| 1962    | Colón de Santa Fe         | Argentyna | Primera División B | ?     | ?      |
| 1963    | Colón de Santa Fe         | Argentyna | Primera División B | ?     | ?      |
| 1964    | Racing Club de Avellaneda | Argentyna | Primera División   | 24    | 0      |
| 1965    | Racing Club de Avellaneda | Argentyna | Primera División   | 29    | 2      |
| 1966    | Independiente Avellaneda  | Argentyna | Primera División   | 24    | 1      |
| 1967    | Independiente Avellaneda  | Argentyna | Primera División   | 25    | 2      |
| 1968    | Independiente Avellaneda  | Argentyna | Primera División   | 22    | 2      |
| 1969    | Independiente Avellaneda  | Argentyna | Primera División   | 31    | 7      |
| 1970    | Independiente Avellaneda  | Argentyna | Primera División   | 21    | 1      |
| 1971    | Independiente Avellaneda  | Argentyna | Primera División   | 46    | 15     |
| 1972    | Independiente Avellaneda  | Argentyna | Primera División   | 14    | 2      |
| 1972/73 | AS Monaco                 | Francja   | Première Division  | 26    | 12     |
| 1973/74 | AS Monaco                 | Francja   | Première Division  | 21    | 10     |
| 1974/75 | AS Monaco                 | Francja   | Première Division  | 33    | 12     |
| 1975/76 | AS Monaco                 | Francja   | Première Division  | 26    | 2      |

## Kariera reprezentacyjna
W reprezentacji Argentyny Pastoriza zadebiutował w 1970. Wcześniej w 1966 został powołany na Mistrzostwa Świata, gdzie był rezerwowym. Ogółem w barwach albicelestes wystąpił w 18 meczach, w których strzelił 1 bramkę.

## Kariera trenerska
Zaraz po zakończeniu kariery piłkarskiej José Omar Pastoriza został trenerem. W latach 1976–1979 prowadził Independiente Avellaneda. Z klubem z Avellanedy dwukrotnie zdobył mistrzostwo Argentyny: Nacional 1977 i Nacional 1978. Kolejnymi klubami prowadzonymi przez Pastorizę były Talleres Córdoba, Racing Club, kolumbijski Millonarios i ponownie Independiente Avellaneda. Z Independiente zdobył mistrzostwo Argentyny Metropolitano 1983, Copa Libertadores 1984 oraz Puchar Interkontynentalny w 1984.
W 1985 pracował w Brazylii w Grêmio Porto Alegre i Fluminense Rio de Janeiro. Po powrocie do Argentyny prowadził Independiente i Boca Juniors. W latach prowadził m.in. Talleres Córdoba, boliwijski Club Bolívar i Argentinos Juniors. W latach 1995–1996 prowadził reprezentację Salwadoru, a w latach 1998-2000 reprezentację Wenezueli. Pastoriza zmarł 2 sierpnia 2004 będąc wówczas po raz piąty trenerem Independiente.